# Adriaan van Maanen
Adriaan van Maanen (31 mars 1884, Sneek – 26 janvier 1946, Pasadena) est un astronome néerlando-américain connu notamment pour avoir découvert l'étoile de van Maanen.

## Biographie
Van Maanen, né dans une famille aisée en Frise, étudia l'astronomie à l'université d'Utrecht (où il obtint son Ph.D. en 1911) et travailla brièvement à l'université de Groningue. En 1911, il vint travailler aux États-Unis comme volontaire sur un poste non rémunéré à l'observatoire Yerkes. En moins d'un an, il obtint un poste à l'observatoire du Mont Wilson, où il demeura actif jusqu'à sa mort en 1946.
Il découvrit l'étoile de van Maanen.
Il est surtout connu pour ses mesures astrométriques des mouvements internes dans les galaxies spirales. Fondées sur l'hypothèse que les galaxies étaient des systèmes gazeux et stellaires situés dans notre galaxie, ses mesures devinrent singulières avec la découverte d'Edwin Hubble que la Galaxie d'Andromède et les autres galaxies spirales étaient des objets extragalactiques. Les vitesses de rotation qu'il avait obtenues pour les galaxies auraient conduit les étoiles céphéides, qu'Hubble avait utilisées pour calculer la distance des galaxies, à se déplacer à des vitesses supraluminiques. En 1935, il fut admis que puisque les mesures des distances des Céphéides extragalactiques faites par Hubble étaient correctes, les mesures astrométriques de van Maanen devaient être erronées.